# 41-я танковая дивизия (СССР)

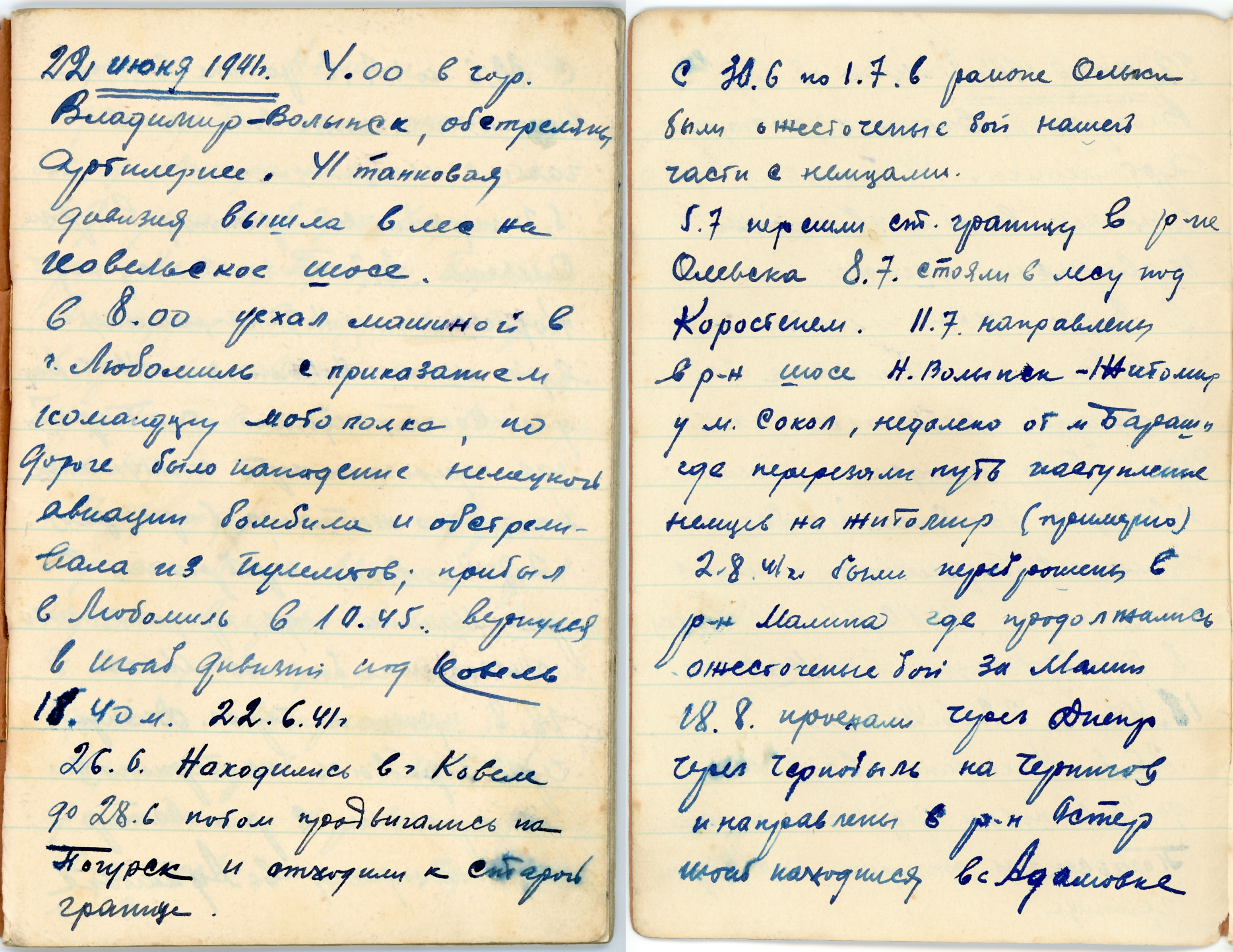
Страницы из дневника лейтенанта В.А.Дражана. Июнь - август 1941 г.

41-я танковая дивизия — воинское соединение Вооружённых Сил СССР во время Великой Отечественной войны.
Условное наименование — войсковая часть (в/ч) № 1702.
Сокращённое наименование — 41 тд.

## История дивизии
41-я танковая дивизия сформирована в Киевском особом военном округе на основе 36-й и 38-й танковых бригад в марте 1941 года, в городе Владимир-Волынский Киевского военного округа. Из 38-й бригады был сформирован 82-й танковый полк, из 36-й — 81-й танковый полк. 41-й мотострелковый полк формировался заново в городе Любомль. 17 июня 1941 года дивизия получила 18 танков КВ-2 для комплектования батальона тяжёлых танков. В действующей армии с 22 июня по 9 сентября 1941 года.
На 22 июня 1941 года дислоцировалась во Владимире-Волынском, имея в своём составе 348 танков (317 Т-26, 31 КВ-2, 41 химический ХТ и один Т-37). 
22 июня в 3 часа 15 минут наш военный городок потонул в море огня, а через час мне была поставлена первая боевая задача: во главе группы разведчиков выйти в расположение командного пункта соседней 87-й стрелковой дивизии, связаться с ее командиром и доложить в свой штаб...
В 4 часа 22 июня 41-я танковая дивизия была обстреляна дальним артиллерийским огнём. В этот же день совершает марш из района сосредоточения на Люблинец, колхоз Любляны, Будище в леса южнее Тупалы (район Ковеля). В пути дивизия попала в болотистую местность, часть танков застряла, в назначенный район дивизия не вышла и в период с 22 по 29 июня 1941 года части дивизии передавались в другие подразделения, использовались для поисков диверсантов (выделялись целые роты), охраны штабов и т. д.
"17.20. 22.06.1941 Приказом Штарма 5 через Генерал-Майора Акимова 2 танковых б-на назначаются 82 тп для восстановления положения и ликвидации противника переправившегося через БУГ. Оба б-ны были уничтожены, за исключением танков, которые присоединились к 215МД" (орфография сохранена)
"16.00 24.06.
...После этих операций из 116* танков осталось 9 танков из них на ходу 5 танков" (имеется ввиду передача танковых подразделений) 
*В печатном документе цифра 1 прописана карандашом поверх затертого и под числом стоит знак "?"
Действовать пришлось под огнем противника, но задачу выполнили. На третий день непрерывных боев немецкие танковые клинья рассекли нашу оборону и замкнулись в тылу 41-й танковой, 87-й стрелковой дивизий и других частей нашей 5-й армии. Нам, разведчикам, с боем удалось пробиться к своим танкистам.
К 29 июня организованно 41-я танковая дивизия отошла на рубеж реки Стоход, где перешла к обороне. Успешно участвовала в целом достигшем ограниченных целей контрнаступлении под Дубно, уничтожив до трёх батальонов пехоты противника, 10 противотанковых орудий и 2 артбатареи.
С 2 июля 41-я танковая дивизия начала отход на рубеж реки Случь, а с 10 по 14 июля 41-я танковая дивизия участвовала в контрударах на новоград-волынском направлении. С 23 июля по 5 августа 41-я танковая дивизия вела активные бои в районе Коростенского укрепрайона, по 20 августа там же сковывала крупные силы противника, что подтверждается записями в дневнике офицера штаба дивизии лейтенанта В.А.Дражана.
На 19 июля 1941 года в дивизии остался один танк, на 14 августа осталось всего 583 человека. С 20 августа остатки дивизии начали отход за Днепр. Сама она успела поучаствовать ещё и в боях у Чернобыля. 9 сентября 1941 года на основе остатков 41-й танковой дивизии сформирована 143-я танковая бригада.

## Подчинение
| Дата                  | Фронт (округ)      | Армия     | Корпус (группа)              | Примечания                                          |
| --------------------- | ------------------ | --------- | ---------------------------- | --------------------------------------------------- |
| 22 июня 1941 года     | Юго-Западный фронт | 5-я армия | 22-й механизированный корпус | С 24 по 30.06 — в составе 15-го стрелкового корпуса |
| 01 июля 1941 года     | Юго-Западный фронт | 5-я армия | 22-й механизированный корпус |                                                     |
| 10 июля 1941 года     | Юго-Западный фронт | 5-я армия | 22-й механизированный корпус |                                                     |
| 01 августа 1941 года  | Юго-Западный фронт | 5-я армия | 22-й механизированный корпус |                                                     |
| 01 сентября 1941 года | Юго-Западный фронт | 5-я армия | 22-й механизированный корпус |                                                     |

## Состав
- 81-й танковый полк, в/ч 1745 (майор Королёв, Василий Георгиевич)
- 82-й танковый полк, в/ч 1804 (майор Суин, Александр Степанович)
- 41-й мотострелковый полк, в/ч 1739
- 41-й гаубичный артиллерийский полк, в/ч 1816
- 41-й отдельный зенитно-артиллерийский дивизион, в/ч 1733
- 41-й разведывательный батальон, в/ч 1708
- 41-й понтонный батальон, в/ч 1826
- 41-й отдельный батальон связи, в/ч 1716
- 41-й автотранспортный батальон, в/ч 1829
- 41-й ремонтно-восстановительный батальон, в/ч 1832
- 41-й медико-санитарный батальон, 1835
- 41-я рота регулирования, в/ч 1722
- 41-й полевой хлебозавод, в/ч 1817
- 740-я полевая почтовая станция
- 595-я полевая касса Госбанка[1][3]

## Командование дивизии

### Командиры дивизии
- Павлов, Пётр Петрович (11.03.1941 — ??.08.1941), полковник[8];
- Уколов, Николай Андреевич (??.08.1941 — 19.08.1941), полковник;
- Балыков, Михаил Михайлович (19.08.1941 — 09.09.1941), полковой комиссар[9]

### Заместители командира по строевой части
- Уколов Николай Андреевич (03.1941 — ??.08.1941), полковник[10]

### Военные комиссары дивизии
- Балыков Михаил Михайлович (20.03.1941 — 19.08.1941), полковой комиссар[11]

### Начальники штаба дивизии
- Малыгин, Константин Алексеевич (03.1941 — 19.08.1941), майор[10];
- Невжинский, Михаил Васильевич (19.08.1941 — 09.09.1941), майор[12][9]